# Olià
Olià – miejscowość w Hiszpanii, w Katalonii, w prowincji Lleida, w comarce Baixa Cerdanya, w gminie Bellver de Cerdanya.
Według danych INE z 2017 roku miejscowość zamieszkiwało 13 osób.